# Pannecé
Pannecé – miejscowość i gmina we Francji, w regionie Kraj Loary, w departamencie Loara Atlantycka.
Według danych na rok 2010 gminę zamieszkiwało 1349 osób, a gęstość zaludnienia wynosiła 43 osoby/km².